# Сад мертвецов
«Сад мертвецов»(англ. Garden of the Dead), иногда упоминается под названием «Гробница нежити» (англ. Tomb of the Undead) — американский малобюджетный фильм ужасов 1972 года, снятый режиссёром Джоном Хэйесом по сценарию Джека Матча и Дэниэла Кэди, который также выступил продюсером фильма.

## Сюжет
Группа заключённых в тюрьме занимается строительными работами под надзором охраны. Один из заключённых подслушал разговор между начальником тюрьмы и начальником охраны, в котором они говорили об использовании формальдегида для каких-то странных целей. После того как они удалились, заключённый ползёт к палатке и находит несколько бочек с парами формальдегида. Поскольку ему нечем заняться, он начинает нюхать пары и предлагает своим сокамерникам сделать то же самое. Как выясняется, формальдегид оказывает на них какое-то наркотическое воздействие. Заключённый Пол Джонсон дружит с охранником Макги, который иногда позволяет ему пообниматься со своей женой Кэрол, которая в ожидании его освобождения работает официанткой в закусочной неподалёку.
Нанюхавшись токсичных паров формальдегида, заключённые решают ночью вырыть подкоп, добежать до склада, там угнать складской грузовик и на нём совершить побег. Поскольку Макги будет патрулировать запланированный путь побега, один из заключённых решает зарезать Пола на случай, если тот даст наводку своему приятелю. Затем они убивают Макги и крадут его ружье. Во время бегства из лагеря заключённый Нолан падает, и ружьё выстреливает, что настораживает охранников и персонал. Во время погони беглецы разбивают свой грузовик на туманном кладбище, разливая по земле бочки с формальдегидом, и погибают во время перестрелки с охраной тюрьмы, которая их преследовала. Надзиратель решает, что мёртвые не заслуживают достойного погребения, и приказывает своим охранникам положить все тела в неглубокую, безымянную могилу. Что касается шести других заключённых, которые знали о побеге, но не проболтались, то их наказание заключается в том, что их заковывают в наручники во дворе, где они будут стоять три дня без еды и воды. Пока пара заключённых работает над захоронением тел, мертвецы возвращаются к жизни, убивают охранника, могильщиков, захватывают грузовик с садовым инвентарём (грабли, кирки, лопаты) и произносят фразу: «Мы уничтожим живых!».
Сначала мертвецы убивают пожилую пару живущую неподалёку, потом преследуют Кэрол, которая добирается до тюрьмы. Они выводят из строя автомобили и убивают всех, кто попадается им под руку. Мертвецы зависимы от формальдегида, но вместо того, чтобы вдыхать его пары, они начинают пить его и растирать по всему телу. Выстрелы охраны убивают не всех мёртвых. Самый эффективный способ — подвергнуть их воздействию света. На них направляют прожекторы и последние зомби умирают.

## Команда
| - Ли Фрост — МакГи - Джон Дуллаган — сержант Бернс - Дункан Маклеод — доктор Сондерс - Сьюзэн Чарни — Кэрол Джонсон - Филип Кеннелли — начальник тюрьмы - Джон Дэннис — Яблонский - Марланд Проктор — Пол Джонсон - Тони Ворно — Митчелл - Джером Гуардино — Могильщик - Джеймс Лемп — Колер - Вёрджил Фрай — Брэдок - Фил Хувер — Донован - Кармен Филпи — Нолан - Льюис Стерлинг — охранник - Элоиза Кондит — миссис Флеминг - Режиссёр — Джон Хэйес - Продюсер — Дэниэл Кэди - Сценаристы — Дэниэл Кэди, Джек Матча - Оператор — Пол Хипп - Композитор — Хайме Мендоса-Нава - Художник-постановщик — Эрл Маршалл |

## Съёмки
Фильмы был снят всего за десять дней. Гримом занимался Джо Бласко, который позже успел поработать также над ранними фильмами Дэвида Кроненберга и культовым эксплуатационным фильмом ужасов «Ильза, волчица СС» (1975). «Сад мертвецов» входит в число трёх фильмов Джона Хэйеса, которые были объединены общей тематикой пробуждения из мёртвых, другими двумя фильмами являются «Мечтать не вредно» (англ. Dream No Evil) (1970) и «Могила вампира» (1972).

## Релиз
Премьера фильма состоялась 13 сентября 1972 года. Фильм показывался в кинотеатрах на сдвоенных сеансах совместно с фильмом «Могила вампира». Первоначальная версия фильма шла 85 минут, именно её позже на VHS выпустила компания Premiere Entertainment. Также на VHS фильм под названием «Гробница нежити» выпускала компания Silvermine Video, она сократила хронометраж картины до 58 минут и продажи этого издания были значительно выше, дальше переиздавалась именно эта версия фильма. В 2004 году компания Troma выпустила фильм на DVD, помимо «Сада мертвецов» в состав диска входило ещё два фильма. В 2006 году Troma перевыпустила фильм на DVD в составе сборника из 15 фильмов. В 2010 году Troma выпустила фильм на отдельном DVD.

## Критика
В «Энциклопедии зомби-фильмов» (англ. The Zombie Movie Encyclopedia) профессор Питер Дендл сказал: «Эта скудная малобюджетная продукция почти на двадцать лет опередила бессмысленные и унылые любительские фильмы о зомби начала 90-х годов». Гленн Кэй, автор книги «Фильмы о зомби: Исчерпывающий путеводитель» сказал, что «зомби выглядят глупо с тёмно-зелёными замазанными лицами и чёрными кругами вокруг глаз» и в целом «всё это — невероятно глупый, комичный материал». Также он отметил необычную структуру повествования фильма, в начале которого главным героем преподносится честный, отважный заключённый, но после того как его зарезали в первой половине фильма, на первый план выходит более суровый персонаж, а в конце фильма в центре внимания уже оказывается тюремный охранник. «Создаётся впечатление, что продюсеры не знали, кто должен быть героем, и придумывали всё на ходу», — завершает свои размышления Кэй.
В рецензии от журнала Gick персонажи в фильме названы «в лучшем случае картонными куклами», а сюжетные ходы «смехотворными». Автор рецензии называет грим мертвецов в фильме «наспех нанесённой жидкой краской», но одну сцену, а именно процесс таяния лица мертвеца в лучах света, рецензент называет «интересной и достаточно инновационной». В заключении автор всё же отмечает, что данный фильм может быть интересен фанатам трэша, хоть им и придётся «с трудом осилить пятьдесят восемь минут» фильма.
Сайт Bloody Disgusting включил постер фильма в свой список лучших постеров к плохим фильмам, поставив его на второе место.